# Dave Bieter
David Harold Bieter, dit  « Dave Bieter », né le 1er novembre 1959 à Boise (États-Unis), est un avocat et homme politique américain.
Il a été maire de Boise, la capitale de l'Idaho, de 2004 à 2020. Bien que ce poste soit officiellement non-partisan, Dave Bieter est membre du parti démocrate.

## Biographie

### Jeunesse et formation
Né à Boise, Dave Bieter a été diplômé de la Bishop Kelly High School en 1978. Il a obtenu un Bachelor of Arts en études internationales à l'Université de Saint Thomas au Minnesota et un Juris Doctor de la faculté de droit (en) de l'université de l'Idaho. Il est admis au barreau de l'État d'Idaho en 1986. Il parle couramment l'espagnol et le basque en plus de l’anglais.
D’après le New York Times, Dave Bieter a passé une partie de sa jeunesse au Pays basque espagnol et est probablement le seul maire bascophone des États-Unis (avec 15 000 Basques, Boise abrite la plus grande concentration basque en dehors de l'Europe). Dave Bieter a épousé sa femme Julia en 1998, ils ont une fille unique.

### Carrière politique
En 1999, Bieter est nommé à la Chambre des représentants de l'Idaho (en) dans le district 19 (North Boise) pour succéder à son père défunt, Pat Bieter (en). Il est élu pour un mandat complet en 2000 et réélu en 2002.
En 2003, Dave Bieter est élu maire de Boise dans le cadre d'une compétition ouverte et peu politisée. Il bat le candidat du Parti républicain Chuck Winder et le shérif du comté d'Ada Vaughn Killeen. Il est réélu en 2007 avec 64 % des voix contre le conseiller municipal Jim Tibbs.
Dave Bieter est un des premiers soutiens de Barack Obama lors de l'élection présidentielle de 2008.
En novembre 2011, il remporte un troisième mandat de maire contre David B. Hall avec 74 % des voix. En 2015 il a emporté  un quatrième mandat, contre Judy M. Peavey-Derr et Seth M. Holden avec 69 % des voix. C’est le premier maire de Boise à avoir remporté quatre mandats de quatre ans depuis R. E. Edlefsen (en) en 1957. Cette dernière victoire en a fait le maire au plus long mandat de l'histoire de la ville.
Dave Bieter est délégué d’Hillary Clinton pour l'Idaho à la Convention nationale démocrate de 2016 (en).
Son nom a été évoqué pour être le candidat des démocrates au poste de gouverneur de l'Idaho, un poste qu'ils n'ont pas occupé depuis 1995,.
En novembre 2015, il est réélu pour un quatrième mandat de maire. Candidat à un cinquième mandat, il totalise 34,5 % des voix au second tour le 3 décembre 2019, où il est battu par Lauren McLean qui l'emporte avec 65,5 %.

### Sources
- (en) Cet article est partiellement ou en totalité issu de l’article de Wikipédia en anglais intitulé « Dave Bieter » (voir la liste des auteurs).